# Thexder
Thexder (jap.: テグザー, Teguzā) ist ein Shoot-’em-up-Spiel aus dem Jahr 1985, das auch als Run-and-Gun-Action-Videospiel bezeichnet werden kann. Das Spiel wurde von der Spielefirma Game Arts entwickelt und gilt als Wegbereiter für Spiele wie Contra oder Metal Slug. Das Spiel wurde über eine Million Mal verkauft und gehört damit zu den Bestsellern der Computerspielgeschichte.

## Gameplay
Der Spieler übernimmt die Kontrolle über einen Kampfroboter, der die Möglichkeit besitzt, sich in einen Jet zu verwandeln. Hier muss sich der Roboter mehreren mechanischen Gegnern in einer endlosen Levelanzahl stellen und das Ende jedes Levels erreichen.

## Hintergrundinformationen
Geschaffen wurde das Spiel von Hibiki Godai und Satoshi Uesaka. Bereits ein Jahr später schufen sie ein weiteres Action-Arcade-Spiel namens Silpheed.
Ursprünglich wurde das Spiel 1985 für den NEC PC-8801 in Japan veröffentlicht und verkaufte innerhalb von kürzester Zeit über 500.000 Kopien des Spiels. Im selben Jahr sicherte sich Square die Rechte an einer japanischen Konsolenversion für das Nintendo Entertainment System (NES). 1987 wurde das Spiel auch für das MSX-System auf dem Markt gebracht.
Durch die MSX-Version wurde das Spiel auch in Brasilien und in vielen europäischen Ländern ein Verkaufshit. 1987 portierte Sierra das Spiel für mehrere Computersysteme wie den IBM PC oder den Amiga von Commodore. Für Sierra wurde das Spiel ein Verkaufserfolg und 1990 wurde das Spiel weltweit über eine Million Mal verkauft.
1989 folgte mit Fire Hawk: Thexder The Second Contact eine Fortsetzung, die vor allem in Japan und in Amerika gute Verkaufszahlen erwirtschaftete. Es folgten bis zum Jahr 2009 Remakes und Fortsetzungen des Spiels.

## Fortsetzungen und Remakes

### Thexder 2:Fire Hawk: Thexder The Second Contact
Das Spiel kam 1989 für den MSX, MS-DOS und den PC-8801 auf den Markt. Es orientiert sich hauptsächlich am ersten Teil der Spielereihe, besitzt allerdings einige Erweiterungen.
Der Roboter des Spiels besaß das gleiche Design und die gleichen Fähigkeiten wie im ersten Teil. Allerdings gab es die Möglichkeit, dem Roboter einige Upgrades wie beispielsweise lenkbare Raketen oder spezielle Waffen zu verschaffen, die im Spiel gefunden werden konnten. Hierdurch entwickelte sich der Roboter weiter. Die Grafiken des Spiels wurden verbessert und erweitert. Außerdem gab es nach jedem vierten Sub-Level einen Bosskampf. Das Spiel besaß außerdem die Möglichkeit, beim letzten Level, bei dem man sein Leben verloren hat, von vorne zu beginnen.

### Thexder 95
Das Spiel erschien 1995 als Windows-95-Remake des Thexder-Spiels. Geschaffen wurde das Spiel von Microsoft’s Game SDK. In diesem Spiel kann sich Thexder in einen Panzer oder Jet verwandeln. Das Spiel besitzt eine große Anzahl an neuen Waffen, z. B. können nun Granaten oder Thermalbomben verwendet werden. Das Spiel läuft in mehreren Windows-Fenstern ab, in denen das Hauptgeschehen und mehrere Funktionen angezeigt werden. Diese können an- oder ausgeschaltet werden. Das Computer Games Magazine vergab dem Spiel eine Punktzahl von 2.5 von 5.

### Thexder & Fire Hawk
Diese Sammelbox enthielt beide Spiele und wurde am 15. Juli 2005 für den PC-8801 released.

### Thexder Neo
Das Spiel Thexder Neo wurde am 1. Oktober 2009 für die PlayStation Portable veröffentlicht. Am 28. Januar 2010 folgte eine weitere Veröffentlichung des Spiels für die PlayStation 3.
Das Spiel ist eine komplette Überarbeitung des Computerspiels Thexder aus dem Jahr 1985, das von Square veröffentlicht wurde.
Das Spiel wurde 2009 vom ESRB geprüft und mit einer Empfehlung für Everyone versehen. Kurz darauf wurde für das Spiel auf der Tokyo Game Show 2009 geworben. Das Spiel wurde über das PlayStation Network zum Download angeboten.